# إك ألبيلا (فلم)
إك ألبيلا (Ekk Albela) هو فيلم سيرة ذاتية هندي ناطق بالمراثية من إخراج شيخار سارتاندل. صدر الفيلم يوم 24 يونيو 2016.

## روابط خارجية
- مقالات تستعمل روابط فنية بلا صلة مع ويكي بيانات